# Henri Schoeman
Henri Schoeman (Vereeniging, 3 ottobre 1991) è un triatleta sudafricano.

## Biografia
È fratello minore del nuotatore Riaan Schoeman, che prese parte ai Giochi olimpici estivi di Pechino 2008 e Londra 2012.
Rappresentò il Sudafrica alle Olimpiadi di Rio de Janeiro 2016 e Tokyo 2020, vincendo una medaglia di bronzo nella prova individuale nell'edizione brasiliana.

## Palmarès
- Giochi olimpici

Rio de Janeiro 2016: bronzo nell'individuale.
- Giochi del Commonwealth

Glasgow 2014: argento nel triathlon misto.
Gold Coast 2018: oro nel triathlon.